# John Denham (poète)
Pour les articles homonymes, voir John Denham.
John Denham (1614/1615 – 10 mars 1669), est un poète irlandais, probablement né à Dublin.

## Biographie
Il étudia à Oxford où il se fit la réputation de joueur et de dissipé, puis réforma sa conduite et écrivit même un Essai sur le jeu, 1636. Il donna en 1641 le Sophi, tragédie qui eut du succès, et publia deux ans après la Colline de Cooper, le premier poème descriptif qui ait été publié en anglais et le meilleur de ses ouvrages. Pendant la guerre civile, il prit parti pour Charles Ier d'Angleterre et l'aida à correspondre avec la reine. II obtint à la Restauration un emploi lucratif. Denham est un de ceux qui ont le plus contribué à former la langue poétique.